# Aemilius Iuncus
Aemilius Iuncus (bzw. Flavius Iuncus) (sein Praenomen ist nicht bekannt) war ein im 2. Jahrhundert n. Chr. lebender Angehöriger des römischen Ritterstandes (Eques). Durch eine Inschrift, die in Ephesus gefunden wurde, sind einzelne Stationen seiner Laufbahn bekannt.
Die militärische Laufbahn des Iuncus ging über die für einen Angehörigen des Ritterstandes üblichen Tres militiae hinaus. Er übernahm zunächst als Präfekt die Leitung einer Cohors I Pannoniorum. Danach wurde er Tribun der Cohors V Gemella civium Romanorum, die in der Provinz Iudaea stationiert war; er dürfte die Kohorte vermutlich zwischen 105/106 und 108 kommandiert haben. Als dritte Stufe folgte der Posten eines Tribuns in der Legio X Fretensis, die ebenfalls in Iudaea stationiert war. Zuletzt wurde er Präfekt der Ala Gallorum veteranorum, die zu diesem Zeitpunkt entweder in Syria oder Aegyptus stationiert war. Für seine Leistungen im Partherkrieg erhielt er von Trajan zwei militärische Auszeichnungen: eine Hasta pura und eine Corona vallaris.
Nach seiner militärischen Karriere übernahm Iuncus zivile Funktionen in der Verwaltung. Er war zunächst als Procurator in Cilicia und Cyprus tätig; dieser Posten war mit einem Jahreseinkommen von 100.000 Sesterzen verbunden. Danach wurde er iuridicus Alexandreae ad Aegyptum und im Anschluss Procurator in der Provinz Asia; die Funktion des Procurators dürfte er um 123/124 ausgeübt haben. Diese beiden Posten waren mit einem Jahreseinkommen von 200.000 Sesterzen verbunden. Iuncus wird vermutlich auch in einer Inschrift in griechischer Sprache aufgeführt, die errichtet wurde, als er Procurator in Asia war. Die Inschrift gibt einen Brief Hadrians an die Honoratioren und den Senat von Pergamon wieder; sie dürfte in die Zeit nach 131/132 zu datieren sein. Eine Inschrift auf einem Bleisiegel, das in Berytus gefunden wurde, dürfte sich ebenfalls auf ihn beziehen. Aus ihr geht hervor, dass Iuncus zu einem unbestimmten Zeitpunkt Procurator Augusti war; er übte dieses Amt vermutlich in der Provinz Syria aus.
Iuncus stammte aus Flavia Neapolis. Um 123/124 (bzw. 124/125) wurde er zusammen mit Ulpius Proculus als Gesandter seiner Heimatstadt in die Stadt Ephesus entsandt, um dort den Statthalter der Provinz Asia, Quintus Pompeius Falco, mit einer Statue zu ehren. Seine Muttersprache war vermutlich Griechisch, während er Latein wohl erst im Laufe seines Lebens erlernt hat. Möglicherweise sprach er auch Aramäisch, das in seiner Heimatstadt vermutlich die vorherrschende Sprache war. Er war wahrscheinlich mit dem Suffektkonsul des Jahres 127, Lucius Aemilius Iuncus, verwandt.